# Fascellina hypochlora
Fascellina hypochlora là một loài bướm đêm trong họ Geometridae.